# Clossiana brenda
Clossiana brenda är en fjärilsart som beskrevs av Arthur Francis Hemming 1933. Clossiana brenda ingår i släktet Clossiana och familjen praktfjärilar. Inga underarter finns listade i Catalogue of Life.